# بيث أشلي
بيث أشلي (بالإنجليزية: Beth Ashley)‏ هي صحفية أمريكية، ولدت في 1926.